# LVII Korpus Pancerny (III Rzesza)
LVII Korpus Pancerny (niem. LVII. Panzerkorps) – jeden z niemieckich korpusów pancernych, uczestniczył w ataku na Związek Radziecki. 
Jednostkę sformowano 15 lutego 1940 roku w Augsburgu jako LVII Korpus Zmotoryzowany. Został on jednak 21 czerwca 1942 roku przemianowany na LVII Korpus Pancerny (LVII KPanc.). Korpus  uczestniczył w 1941 roku w ataku na Związek Radziecki, gdzie na jego terytorium walczył przeciw Armii Czerwonej aż do 1944 roku. 26 stycznia 1945 roku LVII KPanc. polecono obsadzić odcinek frontu Wrocław-Głogów, w tym czasie w jego skład wchodziły: 408 DZap., 178 ZapDPanc i 103 BPanc, a on sam podlegał dowództwu Grupy Armii A. W rejonie Budziszyna wojska LVII KPanc dokonały nieudanego zwrotu zaczepnego mającego za zadanie odtworzyć ciągłą linię frontu.

## Dowódcy korpusu
- gen. Friedrich Kirchner od 21.06.1942
- gen. Hans-Karl Freiherr von Esebeck od 30.11.1943
- gen. Friedrich Kirchner od 19.02.1944
- gen. Franz Beyer od 25.05.1944
- gen. Friedrich Kirchner od 2.06.1944[5]

## Struktura organizacyjna
Skład w czerwcu 1944 roku:
- 14 Dywizja Pancerna
- 13 Dywizja Piechoty (rumuńska)
- 46 Dywizja Piechoty
- 1 Dywizja Piechoty (rumuńska)

Skład 31 sierpnia 1944 roku:
- 4 Dywizja Górska
- 46 Dywizja Piechoty
- 20 Dywizja Piechoty (grupa bojowa)
- 76 Dywizja Piechoty (grupa bojowa)